# Bronisław Adamowicz
Bronisław Adamowicz (ur. 13 września 1889, zm. 9 listopada 1972 w Londynie) – polski oficer Armii Imperium Rosyjskiego i Wojska Polskiego.
Syn Floriana. Absolwent gimnazjum w Mińsku i Wileńskiej Szkoły Wojskowej; którą ukończył z zaszeregowaniem do pierwszego rzędu. Jako podporucznik pełnił służbę w 19 pułku strzeleckim. 16 marca 1915 w rejonie wsi Klinki poprowadził kompanię do szarży na bagnety i został odznaczony Bronią św. Jerzego (2.07.2015). W armii carskiej kapitan .
W Wojsku Polskim pułkownik. Uczestnik I wojny światowej i wojny polsko-radzieckiej (1919–1921).
Podczas II wojny światowej dowódca rejonu umocnionego „Grodno” (Obszar Warowny (O.W.) „Grodno”). Po 12 września 1939 wzięty do niewoli przez wojska radzieckie, był przetrzymywany w obozie jenieckim w Griazowcu, należącym do UPW NKWD ZSRR (Griazowiec, obwód wołogodzki, RFSRR). W 1941 zwolniony, wstąpił do Armii Polskiej w ZSRR.
Nagrody:
- Broń św. Jerzego (2.07.1915)[2].